# كلوستريديوم مستقيم
كلوستريديوم ريكتام أو كلوستريديوم مستقيم  هو نوع من البكتيريا من فصيلة كلوستريدياسيا.